# Kolibacilóza
Kolibacilóza je lokalizované nebo systémové bakteriální onemocnění ptáků způsobované primárně nebo sekundárně enterobakterií Escherichia coli. Bakterie E. coli (EC) je běžným saprofytem střevního traktu ptáků; některé kmeny ale jsou podmíněně (příležitostně) patogenní, schopné při poškození obranných mechanismů hostitele vyvolávat kolibacilózu. Infekce EC představují v drůbežnictví vážný veterinární i ekonomický problémem. Informace o ptačích kmenech E. coli i jimi vyvolávaných infekcích nejsou tak detailně prostudované jako u savčích izolátů.

## Příčina nemoci (etiologie)
Bakterie Escherichia coli (rod Escherichia, čeleď Enterobacteriaceae) je gramnegativní (G-), uniformně se barvící, nesporulující tyčka průměrné velikosti 2-3 x 0,6 µm. Buňky mohou mít variabilní velikost i tvar. Většina kmenů je pohyblivých s peritrichózními bičíky. Bakterie roste na běžných půdách při teplotě 18-44 °C, s optimem kolem 37 °C. Na agaru inkubovaném při 37 °C po dobu 24 hod vytváří nízké, konvexní, hladké a bezbarvé kolonie velikosti 1-3 mm v průměru. V tekutých půdách tvoří zákal.
Identifikace EC se provádí biochemicky a sérologicky. Biochemická aktivita EC je charakterizována zejména zkvašováním laktózy, dekarboxylací lyzínu, produkcí indolu a beta-galaktosidázy. Sirovodík neprodukuje, močovinu nehydrolyzuje a Voges-Proskauerův (VP) test je negativní. Biochemická identifikace se zpravidla provádí pomocí komerčních testů (Enterotest I a II, API systém aj.). Sérotypy E. coli jsou klasifikovány podle Ewingova schématu. Doposud je známo 173 somatických O antigenů, 74 kapsulárních K antigenů, 53 bičíkových H antigenů a 17 F (fimbrie) antigenů, jejichž kombinací vzniká přes 240 sérotypů.
Izoláty E. coli  mohou být dále charakterizovány podle toxicity, rezistence k antibiotikům, přítomnosti adhezinů, adherence na buňky, hemaglutinace, lyzogenie (fagotypizace), výskytu plasmidů aj. K detekci specifických genů důležitých pro virulenci byly také vyvinuty DNA sondy a PCR.
Většina sérotypů EC izolovaných z drůbeže je patogenních jen pro ptáky. Virulentní ptačí kmeny ale mohou být pro savčí kmeny potenciálním zdrojem genů a plasmidů kódujících antibakteriální rezistenci nebo faktory virulence, což podporují nálezy EC shodných vlastností u ptáků i savců (Lafont et al., 1984). Nelze proto jednoznačně vyloučit možnost přenosu z ptáků na savce a člověka.
U kmenů E.coli izolovaných z nemocné drůbeže byl identifikován velký počet potenciálních faktorů virulence. Žádný z těchto faktorů nekoreloval s virulencí izolátu, s výjimkou schopnosti vyvolávat mortalitu embryí i mladých kuřat. Důležitější než bakteriální faktory virulence je u ptáků vnímavost hostitele, kterou obecně zvyšují virové, bakteriální a parazitární infekce, toxické látky a nedostatečná hygiena prostředí. Patogenní i nepatogenní izoláty E. coli jsou podobné v biochemických vlastnostech i v citlivosti k lékům. Virulentní kmeny jsou ale schopné perzistovat ve střevním traktu déle a ve větším množství než avirulentní kmeny.

## Vznik a šíření nemoci (epizootologie)

### Hostitel
Výskyt bakterie E. coli v přírodě je uniformní; tvoří určitou část fyziologické mikroflóry střevního traktu Galliformes, Columbiformes, Falconiformes, Strigiformes a Corvidae, zatímco u Passeriformes a Psittaciformes se E. coli běžně nevyskytuje. Klinicky zjevné onemocnění se nejčastěji zjišťuje u kura domácího, krůt a kachen; u běžců probíhá kolibacilóza obdobně jako u drůbeže. Zdraví ptáci s neporušenou imunitou jsou odolní na přirozenou infekci EC a to i virulentních kmenů.

### Přenos
K přenosu EC dochází vertikálně (přestupem z infikovaného ovaria či vejcovodu do tvořícího se vejce nebo častěji fekální kontaminací vaječné skořápky s následnou penetrací přes skořápku a podskořápečné membrány) a horizontálně. Asi 0,5 až 6 % vajec snesených klinicky zdravými slepicemi obsahuje EC. Experimentálně infikované nosnice vylučovaly EC až ve 26 % snesených vajec. Kongenitální přenos infekce je častou příčinou zamoření líhní, zvýšených úhynů embryí v líhních i kuřat či krůťat v prvním týdnu po vylíhnutí. Nedostatečná hygiena při produkci násadových vajec (NV), líhnutí a v odchovu napomáhají vzniku septikémií nebo lokalizovaných infekcí patogenními kmeny EC. Na infekci se může podílet pouze EC nebo v kombinaci s jinými bakteriemi, jako jsou např. Proteus spp., Bacillus spp., Pseudomonas spp., enterokoky nebo klostridie. Horizontální přenos se uskutečňuje aerogenně (prach v halách může obsahovat 105 až 106 buněk EC/gram) nebo přes trávicí trakt (perorálně) prostřednictvím kontaminovaného krmiva anebo vody (přítomnost EC v pitné vodě je považována za indikátor fekální kontaminace). Také krmivo a trus hlodavců jsou často kontaminovány patogenními EC.

### Patogeneze
K infekci patogenními kmeny EC dochází endogenní cestou pomnožením střevních bakterií nebo exogenní cestou ze zevního prostředí (po poškození kůže nebo slizničních bariér, při imunosupresi nebo jsou-li ptáci vystaveni abnormálnímu stresu). V obsahu střevního traktu drůbeže se E. coli vyskytuje v množství až 106/g, přičemž asi 10-15 % střevních koliformních bakterií představuje potenciálně patogenní sérotypy. Větší množství EC se nachází u mladších ptáků, u ptáků bez endogenní mikroflóry a v dolní části střevního traktu. U téhož jedince mohou být izolovány kmeny různých sérotypů.
Inhalace kontaminovaného prachu je považována za jeden z nejdůležitějších zdrojů infekce dýchacího (respiračního) traktu, zejm. vzdušných vaků. Vystavení kuřat prachu v halách a také nadměrné množství čpavku způsobují vymizení cilií (řasinek) na epitelu sliznice horních cest dýchacích, což usnadňuje EC kolonizovat respirační trakt. Vnímavost k infekci EC je zvýšena i při infekci drůbeže virem infekční bronchitidy, Newcastleské nemoci nebo mykoplasmaty, kdy poškozená respirační sliznice se stává extrémně vnímavou na invazi EC. Naopak EC se také uplatňuje jako komplikující sekundární infekce při jiných infekcích (virózy, mykoplasmóza aj.) nebo po oslabení odolnosti hostitele škodlivými plyny (např. amoniak) či jinými stresory (imunosuprese).

### Patogenita
Testace patogenity EC pro drůbež se provádí na kuřatech nebo kuřecích embryích příp. molekulárně biologickými metodami. Jednotlivé sérotypy mohou zahrnovat jak nepatogenní kmeny (běžný saprofyt trávicího traktu ptáků), tak i patogenní kmeny. Ty se podle virulence pro střevní sliznici rozlišují na enterohemoragické (EHEC), enteroinvazivní (EIEC), enteropatogenní (EPEC) a enterotoxigenní kmeny E. coli(ETEC).

## Projevy nemoci (symptomatologie)
Klinická manifestace kolibacilózy může probíhat jako lokalizovaná anebo systémová infekce ptáků. A to podle toho, zda se jedná o primární či sekundární infekci, dále záleží také na vstupní bráně infekce, virulenci původce a vnímavosti hostitele. Níže popisované symptomy se mohou vyskytovat samostatně nebo v kombinacích; existuje velká variabilita klinických i patologických příznaků.
Inkubační doba po experimentální infekci EC je 1-2 dny.

### Zánět žloutkového váčku a omfalitida
(angl. „mushy chick disease“). Při vertikálním přenosu infekce se EC pomnožuje ve žloutkovém váčku a ve střevu čerstvě líhnutých mláďat a infekce se mezi nimi rychle šíří při líhnutí. Suché prostředí líhní napomáhá vysoké incidenci infekce. Infikovaná embrya hynou zejména v posledních dnech inkubace anebo v prvním týdnu po vylíhnutí, případně i déle. Morbidita a mortalita u postižených kuřat a krůťat se obvykle pohybují mezi 5 až 10 %. Postižená mláďata mají průjem, jsou méně životná, netečná a vyhledávají teplo, shlukují se. Břicho mají v různém stupni zvětšené, stěna břišní je napnutá a má změněnou barvu. Pupek bývá viditelně zesílen. Stěna žloutkového váčku je edématózní se silně nastříknutými a dilatovanými cévami, nevstřebaný žloutek má abnormální velikost, barvu a konzistenci. Obsah žloutkového vaku bývá vodnatý, vazký nebo kaseózní (sýrovitý), žlutohnědé až hnědozelené barvy, často nepříjemně zapáchající. Aplikace antimikrobiálních látek sice může snížit mortalitu, ale přežívající zvířata jsou pro další odchov nerentabilní.
Infekce násadových vajec EC se ale nemusí vždy projevovat mortalitou embryí či mláďat, může perzistovat ve žloutkovém vaku, později ve střevech, aniž by docházelo ke klinickým příznakům onemocnění; bývá ale snížená užitkovost. K infekci žloutkového vaku může také dojít přestupem z exogenně infikovaného a nezahojeného pupku (omfalitida) nebo naopak. U vylíhlých mláďat s prolongovaným průběhem infekce žloutkového vaku zpravidla dochází k systémovému šíření infekce (perikarditidy, perihepatitidy). Omfalitida a zánět žloutkového vaku byly také experimentálně reprodukovány u kachen po infekci násadových vajec (Sandhu a Layton, 1985).

### Akutní koliseptikémie
U rostoucích kuřat a krůťat i dospělé drůbeže (případně kachen a bažantů) vznikají někdy akutní infekce s klinickými příznaky a průběhem připomínající tyf drůbeže nebo choleru, přičemž je izolována pouze E. coli. Prvním příznakem bývá pokles příjmu krmiva, dále se pozoruje slabost, postávání a načepýřené peří, průjem, někdy dyspnoe (dušnost), občas kašel a frkání či pohybové poruchy. U nosnic je možný pokles snášky. Morbidita a mortalita jsou variabilní a ztráty se obvykle pohybují pod 5 %. Častým pitevním nálezem jsou nazelenalá a zvětšená játra, splenomegalie (zvětšená slezina) a překrvená svalovina, v jiných případech se zjišťují zánět vzdušných vaků, perihepatitida, perikarditida a peritonitida.
U ptáků chovaných v zajetí je koliseptikémie charakterizována náhlých vznikem letargie (netečnost, ospalost), anorexie, načepýřeného peří, průjmem a polyurií (nadměrná produkce moče). Septikémie obvykle postihuje ledviny, ačkoliv klinické příznaky postižení ledvin nemusí být vždy přítomny. Postižení CNS je vzácné. Oční změny se vyskytují občas a projevují se exsudací fibrinu do přední komory oční nebo uveitidou (zánět živnatky). Důsledkem infekce EC někdy vzniká sérofibrinózní artritida anebo polyserozitida (zánět serózních blan). Katarální enteritida je častá, ale není specifická.
Koliseptikémie u kachen může připomínat riemerelózu (R. anatipestifer). Je charakterizována perikarditidou, perihepatitidou a zánětem vzdušných vaků s nálezem vlhkého, granulárního až tvarohovitého exsudátu různé tloušťky. Při pitvě je zaznamenáván typický zápach. Játra jsou často zduřelá, tmavá a zbarvená žlučí, slezina je zduřelá a tmavá. Z vnitřních orgánů je často izolována E.coli O78.

### Aerosakulitida
Zánět vzdušných vaků se projevuje zesílením jejich stěn, které jsou potažené kaseózním (sýrovitým) exsudátem. Změny vzdušných vaků mohou přecházet na peritoneum (pobřišnice) a způsobovat fibrinózní polyserozitidu. Pneumonie (zánět plic) vyvolávané EC jsou vzácné, s výjimkou u husí. Mohou se vyskytnout u mladých kuřat, která inhalovala velký počet virulentních buněk EC v kontaminovaném prachu. Postižení ptáci obvykle vykazují dyspnoe a cyanózu (modré zbarvení kůže a sliznic). Na rozdíl od savců se pneumonie neprojevuje dýchacími šelesty.

### Salpingitida
U samic ptáků často vzniká po infekci EC fibrinózní salpingitida (zánět vejcovodu), charakterizovaná nálezem různě velké kaseózní masy v dilatovaném vejcovodu. K infekci dochází kontaminací z kloaky nebo metastází ze vzdušných vaků. Infekce zpravidla probíhá chronicky (až několik měsíců), snáška je zastavena; neléčení ptáci mohou i uhynout na salpingitidu a peritonitidu. Infekce pohlavního traktu u samců jsou méně časté a projevují se orchitidou (zánět varlat) a trvalou sterilitou.

### Žloutková peritonitida
Infekce dutiny břišní bakterií E. coli u samic ve snášce je charakterizována akutní mortalitou, nálezem žloutku a fibrinu v dutině tělní. K infekci dochází při prostupu bakterií vejcovodem a jejich rychlým pomnožením ve žloutku. Pitevně se v abdominální dutině zjišťují kousky žloutku, nevstřebaný žloutek, kaseózní materiál nebo mléčná tekutina, společně se zánětem a deformací ovaria a salpingitidou. Změny mohou být lokalizovány kolem ovaria nebo oviduktu (vejcovodu) nebo přímo v dutině tělní se nachází různě velké množství zapáchající kaseózní hmoty. Vejcovod může být obliterován celým nebo částečně formovaným vejcem, což také může způsobit rupturu stěny vejcovodu.

### Synovitida/osteomyelitida
Synovitida (zánět synoviální blanky kloubu) často vzniká jako následek septikémie zejména u jedinců s nedostatečnou imunitou. Většina ptáků se uzdraví během jednoho týdne, zatímco jiní zůstávají chronicky nemocnými. Infekce mezikloubních prostorů thorakolumbálních (hrudních a bederních) obratlů vyvolávají spondylitidu (zánět obratlů) projevující se progresivní parézou až paralýzou. U krůt postižených hemoragickou enteritidou byla popsána synovitida a osteomyelitida (zánět kostní dřeně) vyvolaná E. coli (Droual et al., 1996). U ptáků chovaných v zajetí dochází často po koliseptikémii k sekundární kolonizaci kloubů a kostní dřeně (Gerlachová, 1994). Změny jsou relativně častější u mláďat a výletků. Někteří z malých zpěvných ptáků jsou zvláště citliví. Infekce kostní dřeně je velmi bolestivá a ptáci silně omezují pohyb.

### Panoftalmie
Panoftalmie (akutní hnisavý zánět celého očního bulbu) není častým důsledkem koliseptikémie. V ojedinělých případech lze zjistit jednostranné nahromadění hnisu na dně přední komory oční (hypopyon), což vede ke slepotě. Většina ptáků uhyne krátce po vzniku změn.

### Koligranulomatóza (Hjärreho nemoc)

Koligranulomatóza (zasažená játra, kur domácí)

Koligranulomatóza je ojediněle a vzácně se vyskytující onemocnění kura, krůt, pávů, křepelek a tetřeva velkého. Příčinou jsou zpravidla mukoidní (hlenovité), opouzdřené a nepohyblivé sérotypy E. coli O8, O9 a O16. K onemocnění pravděpodobně dochází po porušení celistvosti střevní sliznice jinými patogeny a následné sekundární infekci specifickými sérotypy EC.
U postižených ptáků se pozoruje průjem, polyurie a chronická ztráta tělesné hmotnosti, případně sporadický úhyn. Klinické příznaky nejsou specifické, zvířata se většinou najdou uhynulá. Při pitvě se zjišťují žluté, tuhé a nodulární granulomy v játrech, subseróze střev (zejména slepá střeva) a mesenteria (okruží). Někdy je pozorována granulomatózní dermatitida. Změny na serózách připomínají leukózní nádory. Od tuberkulózních granulomů se liší tím, že nejsou otevřeny do lumina střev.

### Aviární celulitida
Aviární celulitida je chronický kožní zánět v oblasti břicha výkrmových kuřat, charakterizovaný nálezem různě silné vrstvy zesýrovatělého heterofilního exsudátu v podkožní tkáni. Barevně odlišné změny jsou zpravidla lokalizovány na kůži mezi stehnem a střední linií těla a nacházejí se až po opracování kuřat. Celulitida představuje neustále se zvyšující příčinu konfiskací na porážkách od doby jejího prvního popisu (Randall et al., 1984). Ze změn se většinou izoluje E. coli sérotypů O2 nebo O78, ale byly prokázány i jiné bakterie. Onemocnění je považováno za časný projev kolibacilózy (Peighambari et al., 1995) a za možné predispoziční faktory jsou považovány špatná kvalita podestýlky anebo kuřat.

## Diagnostika
Diagnóza kolibacilózy se stanovuje na základě anamnézy, klinického, pitevního a bakteriologického vyšetření. Pro diagnózu kolibacilózy je nezbytné rozlišení patogenních kmenů od nepatogenních (kontaminujících) kmenů E. coli. Patogenita izolátů se určuje parenterální inokulací mladých kuřat či krůťat v dávce 0,1 ml z naočkované a přes noc držené tekuté půdy. Patogenní kmeny způsobují úhyn nebo změny charakteristické pro kolibacilózu během 3 dnů. Sérotypizace ptačích izolátů EC se rutinně neprovádí, význam má ale v epizootologických studiích.
Diferenciální diagnostika. Kolibacilózu je nutné odlišit od jiných bakteriálních infekcí, které mohou vyvolávat podobné změny. Synovitidy a artritidy mohou být vyvolány virusy, mykoplasmaty, stafylokoky, salmonelami, Bacillus moniliformis a dalšími. Z uhynulých embryí nebo mláďat lze vyizolovat Aerobacter spp., Klebsiella spp., Proteus spp., Bacillus spp., salmonely, stafylokoky, enterokoky či klostridie. Perikarditida může být také způsobena chlamydiemi, peritonitida pak pasteurelami nebo streptokoky. Zánět vzdušných vaků je často způsobován chlamydiemi i mykoplasmaty. Akutní septikémie mohou být výsledkem infekce pasteurelami, salmonelami, streptokoky aj. Granulomy v játrech mohou mít řadu příčin, včetně infekce anaerobními bakteriemi z rodů Eubacterium a Bacteroides. Infekce E. coli velmi často komplikují průběh virových respiračních i střevních infekcí.

## Terapie a prevence
Léčebně se používají antimikrobiální látky podle výsledků mikrobiologických testů citlivosti. Měla by se používat taková léčiva, která jsou schopna penetrovat až do cílové tkáně nebo granulomů. Orálně podaná antibiotikum mohou být účinná k ošetření infekce EC omezené na střevní sliznici, ale pro většinu systémových infekcí je nutná parenterální aplikace. Po ukončené léčbě je vhodné upravit endogenní mikroflóru a pH střevního traktu aplikací probiotik.
Nejvhodnější způsob prevence kolibacilózy spočívá v dodržování zoohygienických zásad při produkci násadových vajec, líhnutí i odchovu, kontrole kvality prováděné dezinfekce, dezinsekce a deratizace a správné výživě. Slibným příslibem jsou vyvíjené živé i inaktivované vakcíny. Komerční výroby a praktického využívání však tyto vakcíny ještě nedosáhly.